# Katharina Van Cauteren
Katharina Van Cauteren (1981) is kunsthistorica en auteur van jeugdliteratuur. Ze doceert aan de Universiteit Antwerpen en staat als stafchef aan het hoofd van de kanselarij van The Phoebus Foundation.
Ze publiceerde Van Jan van Eyck tot Hans Memling (2007) en   Van Barend van Orley tot Pieter Bruegel. Renaissance en maniërisme (2007).
In de jaren 2000 publiceerde Van Cauteren ook een tiental jeugdromans en kinderboeken waarbij ze meermaals samenwerkte met Patrick Bernauw. Haar prentenboek Het toverdrankje van Prins Krol werd in 2007 genomineerd door de Vlaamse Kinder- en Jeugdjury. Jan Bosschaert illustreerde verscheidene van haar covers.
Samen met Walter Van Beirendonck was Van Cauteren in 2013 curator van de tentoonstelling "Happy Birthday Dear Academie" in het Antwerpse MAS. Ze bracht voor het eerst in de geschiedenis werken van Rubens naar India tijdens een door haar gecureerde expo in het Chhatrapat Shivaji Maharaj Museum en maakte samen met het Antwerpse Koninklijk Museum voor Schone Kunsten twee tentoonstellingen in het Rijksmuseum Twenthe. In M Leuven cureerde ze de tentoonstelling over de vroeg-17de-eeuwse kunstenaar Hendrick De Clerck, over wie ze in 2010 haar proefschrift verdedigde. Ze deed ook onderzoek naar de invloed van de beeldende kunst op populaire films en televisieseries, zoals Game of Thrones.
In 2014 werd Van Cauteren geheadhunt door ondernemer Fernand Huts. Sindsdien staat ze aan het hoofd van de kanselarij van The Phoebus Foundation. Ze cureerde de tentoonstellingen "OER. De wortels van Vlaanderen" en "Voor God & Geld. Gouden Tijd van de Zuidelijke Nederlanden" in het Gentse Caermersklooster en de culturele expeditie "VOSSEN. Expeditie in het land van Reynaert" in het Waasland.